# Siegfried Appelt
Siegfried Appelt (* 24. Mai 1956 in Wittenberg) ist ein deutscher Plastiker, Maler und Grafiker.

## Leben und Werk
Appelt studierte von 1979 bis 1984 bei Jutta Damme und Bruno Konrad im Fachbereich Malerei/Grafik der Hochschule für Bildende Künste Dresden (HfBK).1984/85 machte er bei dem ungarischen Maler Ignác Kokas (1926–2009) ein Zusatzstudium an der Ungarischen Akademie für Bildende Künste Budapest. 1985/86 folgte ein Aufbaustudium an der HfBK. Seit 1986 arbeitet Appelt in Wittenberg freischaffend als Plastiker, Maler und Grafiker. Er betreibt dort mit weiteren Künstlern den Kunsthof Markt 4, wo er auch Malkurse anbietet und angehende Kunstschaffende betreut.
Als Plastiker fertigt Appelt insbesondere polygone Bildwerke und Edelstahlobjekte für den Außenraum, aber auch keramische Gartenplastiken.
Appelt war von 1986 bis 1990 Mitglied des Verbands Bildender Künstler der DDR. Er erhielt in der DDR öffentliche Aufträge, darunter bei der bildkünstlerischen Ausgestaltung der Jugendhochschule „Wilhelm Pieck“, und hatte Einzelausstellungen und Ausstellungsbeteiligungen, u. a. 1987/1988 an der X. Kunstausstellung der DDR in Dresden. 1982/83 unternahm er Studienreisen nach Budapest, Leningrad und Moskau.
Nach der deutschen Wiedervereinigung erhielt Appelt mehrmals Arbeitsstipendien. Er hatte eine bedeutende Zahl von Ausstellungen und beteiligte sich mit Erfolg an künstlerischen Wettbewerben. Dabei gewann er 1997 den Wettbewerb zur Ausgestaltung der Landesversicherungsanstalt Sachsen-Anhalt in Halle (Saale) und 1998 die Wettbewerbe für architekturgebundene Kunst im Wohngebiet Gerbstädter Straße der Lutherstadt Eisleben und zur Ausgestaltung des Neubaus der Sparkasse Wittenberg. Werke Appelts befinden sich u. a. im Kurpark Bad Schmiedeberg.
Appelt war mit der Bildhauerin Ute Appelt-Lillack verheiratet.

## Museen und öffentliche Sammlungen mit Werken Appelts (unvollständig)
- Beeskow: Kunstarchiv Beeskow
- Dresden: Galerie Neue Meister[3]
- Dresden: Sächsischer Kunstfonds

## Weitere Werkbeispiele
- Verteidigung (1983, Lithografie, 24,5 × 41 cm)

- Lebensader (1983–1986, Mischtechnik, 160 × 124 cm; Auftragswerk für die Jugendhochschule „Wilhelm Pieck“; Kunstarchiv Beeskow)[4]
- Menschen unter Tage (1984, Öl, 168 × 118 cm; Kunstarchiv Beeskow)